# María Belén Fernández Hernández
Belén Fernández Hernández (Miranda de Ebro, 25 de diciembre de 1956) es una escritora y profesora jubilada española. Especializada en los géneros de novela, cuentos y relatos de fantasía. Se identifica con los movimientos de realismo mágico y fantasía. Destaca entre sus obras la Trilogía de la Leyenda de Aranday, Cuarzo negro y La Casa mágica. Adiós a mis pesadillas.

## Biografía
Desde los 16 años vive en Vitoria. En 1997 finalizó los estudios de Magisterio en la Escuela de Magisterio de Vitoria. Después se especializó en Pedagogía Terapéutica y Audición y Lenguaje mientras trabajó durante 6 años en el Colegio de Sordos de Bilbao (ya desaparecido). En 1983 regresó a Vitoria. Actualmente trabaja en el IES Francisco de Vitoria en un aula con alumnado con n.e.e. (necesidades educativas especiales). En el año 2012, junto con unos amigos organiza la Asociación "Hevenday" para la promoción del Cine y la Literatura fantástica. Su objetivo es servir de trampolín a personas creativas que quieran dar a conocer sus obras. A nivel personal, es una "abuela moderna" que cumple con el rol contemporáneo del cuidado de su nieta nacida en 2013.

## Trayectoria

### Literatura
A los 12 años, momento en el que ganó un premio de "Redacción" (actualmente, "Relato Corto"), se despierta su inquietud literaria. Con 14 años ganó el 2° premio de un Concurso de Cuentos de Navidad. Hasta el año 2010 escribió varios relatos y poemas, pero sin darlos a conocer. En 2015 en la publicación Las letras y los trazos. Historias onienses de la Asociación de Estudios Oniense escribió el relato "Down".
En 2010 publica su primera novela "La Leyenda de Aranday" que en el primer trimestre de 2011 fue uno de los 10 libros más vendidos en Álava. La primera edición se vendió en 2 meses. Este libro es el primero de una trilogía especial: cada libro es una historia independiente. El segundo se titula "El último Sedeenario" (2012). Y el último, publicado en noviembre de 2015, "Dagoyamaya la Eterna".
Aunque cada uno de los libros es una historia diferente y completa, existe un hilo conductor que une a los tres: Aranday. Lo que ha hecho la autora es inventar un universo, creado por los dioses Ralu y Aru. En cada uno de los mundos ha colocado diversos personajes a los que les ocurren diferentes aventuras; aventuras que confluirán al final de la trilogía. Una trilogía llena de magia y amor.
- En “La leyenda de Aranday”, la protagonista, Aranday, vive en Fitero (Navarra) y, el día de su cumpleaños, recibe como regalo, por parte de su amigo Tobías, un libro ya desaparecido; libro del que su madre había sacado su nombre. Este libro se titula “La leyenda de Aranday”. Cuando terminan la lectura les comienzan a ocurrir cosas a los dos amigos, y comprenden que el haberse conocido no ha sido casualidad, sino un plan muy bien orquestado, ya que tienen que cumplir una arriesgada misión.
- La acción de “El último sedeenario” se sitúa en un mundo que se llama Las Tierras Extensas. Es un mundo en el que gobiernan los Barns, unos oscuros personajes, que no están ni vivos ni muertos, y que tienen a todos los habitantes sumidos en la miseria y el terror. Su protagonista, un muchacho llamado Ooden, vive en una aldea junto a su madre y su abuelo. Son los molineros. El joven tiene muy claro cuál va a ser su futuro: continuará con el trabajo del molino y se unirá a Mahena. Lo que no sabe es que, cuando aparezca en la aldea un grupo de revolucionarios, Ikihira va a ser la encargada de poner su vida patas arriba y, sin quererlo, se verá envuelto en unas aventuras que jamás habría sido capaz de soñar.
- La trilogía termina con “Dagoyamaya la Eterna”. En el universo han comenzado a desaparecer mundos. Dagoyamaya es la cuidadora del universo, pero, a pesar de los intentos de Ralu y Aru, no es posible contactar con ella. Los dioses creen que debe haber alguna fuerza oscura que está provocando el caos. Por ello, convocan la Primera Mesa de Unidad y reúnen a los representantes de todos mundos: los que han aparecido en los libros anteriores y otros que aparecerán en esta novela. Así se entrecruzan las vidas de nuestros amigos Aranday, Tobías, Ooden y los demás, con los nuevos personajes: Tomé, Duna, Maite, Nun y el resto.

### Cine
- (2012) Tráiler Book "El último Sedeenario"
- (2013) Trailer Book La Leyenda de Aranday

Es socia fundadora de la productora "Bocado Films" creada en 2014 que ha producido el cortometraje "Las piedras también lloran" [8]. En 2015 trabajan en la adaptación de "La Leyenda de Aranday" a guion cinematográfico.